# لیستریوسیس
لیستریوسیس عفونتی باکتریایی است که اغلب توسط باکتری لیستریا مونوسیتوژنز (Listeria monocytogenes) ایجاد می‌گردد. گرچه در موقعیت‌های معینی باکتری L. ivanovii و L. grayi به عنوان عامل آن گزارش شده‌اند. این عفونت می‌تواند بیماری‌های شدیدی از جمله سپتیسمی و عفونت‌های دستگاه عصبی مرکزی (مننژیت، مننگوانسفالیت، آبسه مغزی، سربریتیس) ایجاد کند. ورود باکتری به خون و ایجاد بیماری و عفونت حاد معمولاً در افرادی رخ می‌دهد که دچار مشکل یا نقص دستگاه ایمنی هستند. افرادی که در سنین حساس قرار دارند مثل جنین‌ها، نوزادان و سالمندان بیشتر در معرض خطر این عفونت هستند. این عفونت می‌تواند باعث ایجاد مشکلات دائمی تا آخر عمر فرد بیمار و حتی موجب مرگ بیمار شود. این بیماری در زنان باردار می‌تواند باعث سقط جنین یا زایمان زودرس شود. این عفونت همچنین می‌تواند باعث التهاب معدی‌روده‌ای خفیف و تب شود.